# 속미인곡
《속미인곡(續美人曲)》은 정철이 지은 조선 시대 가사이다.
《사미인곡》, 《관동별곡》과 함께 정철의 대표적인 작품으로 꼽히며, 꿈을 매개로 현실 문제를 해결하려는 의도를 보여주고 있다. 《사미인곡》을 짓고 나서 얼마 되지 않아 미진한 것을 이어서 지은 가사로 《사미인곡》과는 달리 스스로 잘못을 뉘우치고 님을 그리워하며 님의 소식을 몰라 높은 산과 강가를 방황하는 시적 화자의 모습을 두 선녀의 대화체로 노래하였다. 민요 등을 매개로 하여 여인네들이 흔히 하는 푸념을 살리면서 사랑과 이별의 미묘한 감정을 세세히 나타내고 있다.
《사미인곡》의 속편이지만 그보다 언어의 구사와 시의 간절함이 더욱 뛰어나다는 평을 받고있다. 《사미인곡》과 달리 한자 숙어와 전고가 전혀 없다는 점도 이를 증명한다.

## 같이 보기
- 송강가사
- 사미인곡